# WTA Charleston

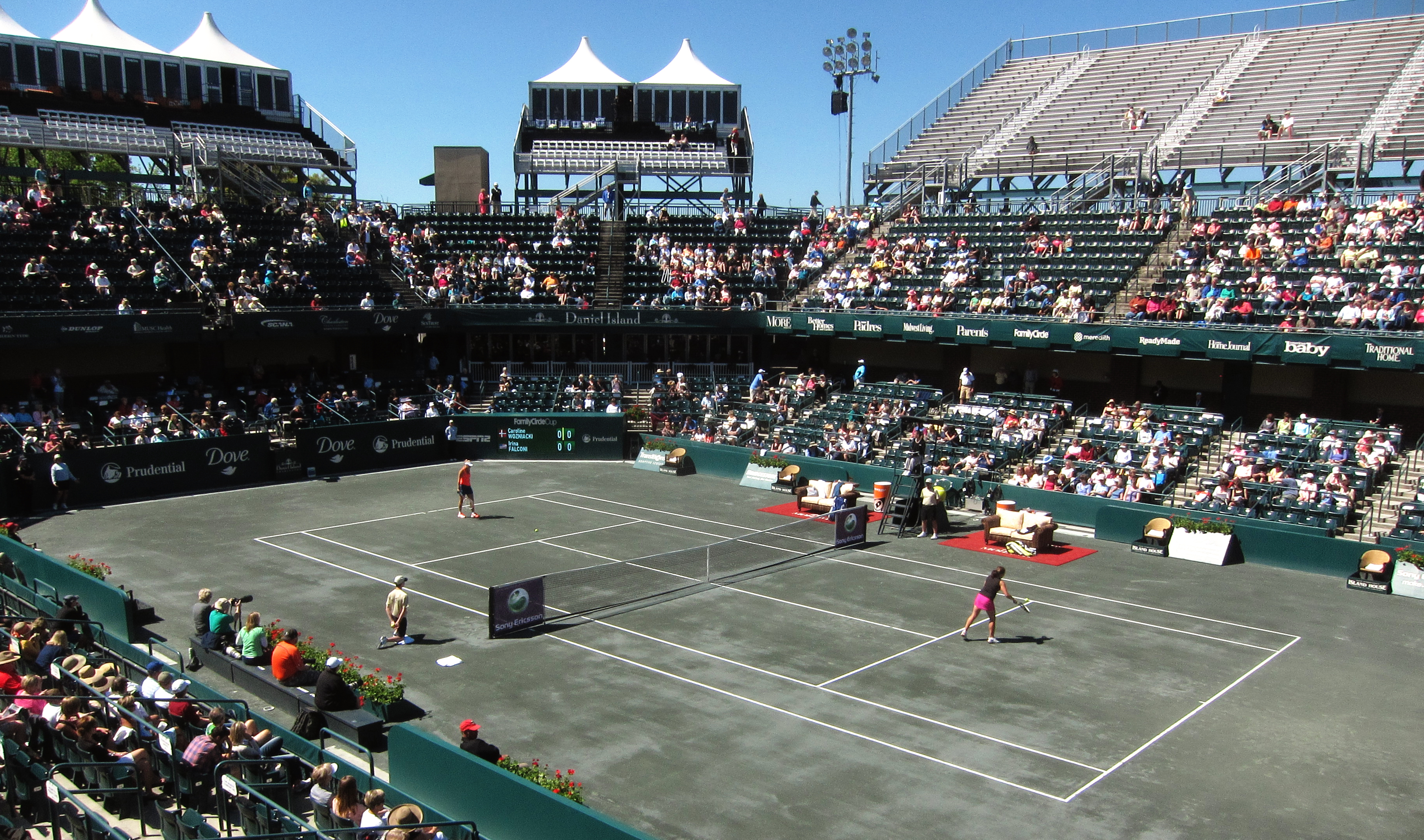
Wozniacki gegen Falconi, 2011

Altes Logo

Das WTA Charleston (offiziell: Credit One Charleston Open) sind Damen-Tennisturniere der WTA Tour, die seit 1986 in Charleston, South Carolina, mit einer Unterbrechung, ausgetragen werden. Seit 2021 ist es ein Turnier der Kategorie WTA 500.
Erstmals wurde 1986 ein WTA-Turnier in Charleston ausgetragen, das zuvor für ein Jahr auf Seabrook Island stattfand. Seit 2001 findet wieder ein WTA-Turnier statt, das bis 2000 ebenfalls unter den Namen Family Circle Cup und mit derselben Turnierlizenz, in Hilton Head Island, South Carolina, ausgetragen wurde.
Ehemalige offizielle Namen:
- Wild Dunes 1986–1987
- Family Circle Cup 2001–2015
- Volvo Car Open 2016–2021
- Credit One Charleston Open, seit 2022

Lizenzen der Turniere:
- 404: 1986–1987
- 804: seit 2001

## Spielstätte
Ausgetragen wird das Turnier im Family Circle Tennis Center, das 2001 fertiggestellt wurde. Die Anlage verfügt über 14 Sand- und sechs Hartplätze, der Hauptplatz hat eine Kapazität von 10.200 Plätzen.

## Siegerliste

### Einzel
| Jahr                                           | Siegerin                                   | Finalgegnerin                              | Ergebnis                                   |
| ---------------------------------------------- | ------------------------------------------ | ------------------------------------------ | ------------------------------------------ |
| 1986                                           | Elise Burgin                               | Tine Scheuer-Larsen                        | 6:1, 6:4                                   |
| 1987                                           | Manuela Maleewa                            | Raffaella Reggi                            | 5:7, 6:2, 6:3                              |
| von 1988 bis 2000 fand das Turnier nicht statt |                                            |                                            |                                            |
| ↓ Kategorie: Tier I ↓                          |                                            |                                            |                                            |
| 2001                                           | Jennifer Capriati                          | Martina Hingis                             | 6:0, 4:6, 6:4                              |
| 2002                                           | Iva Majoli                                 | Patty Schnyder                             | 7:65, 6:4                                  |
| 2003                                           | Justine Henin-Hardenne (1)                 | Serena Williams                            | 6:3, 6:4                                   |
| 2004                                           | Venus Williams                             | Conchita Martínez                          | 2:6, 6:2, 6:1                              |
| 2005                                           | Justine Henin-Hardenne (2)                 | Jelena Dementjewa                          | 7:5, 6:4                                   |
| 2006                                           | Nadja Petrowa                              | Patty Schnyder                             | 6:3, 4:6, 6:1                              |
| 2007                                           | Jelena Janković                            | Dinara Safina                              | 6:2, 6:2                                   |
| 2008                                           | Serena Williams (1)                        | Wera Swonarjowa                            | 6:4, 3:6, 6:3                              |
| ↓ Kategorie: Premier ↓                         |                                            |                                            |                                            |
| 2009                                           | Sabine Lisicki                             | Caroline Wozniacki                         | 6:2, 6:4                                   |
| 2010                                           | Samantha Stosur                            | Wera Swonarjowa                            | 6:0, 6:3                                   |
| 2011                                           | Caroline Wozniacki                         | Jelena Wesnina                             | 6:2, 6:3                                   |
| 2012                                           | Serena Williams (2)                        | Lucie Šafářová                             | 6:0, 6:1                                   |
| 2013                                           | Serena Williams (3)                        | Jelena Janković                            | 3:6, 6:0, 6:2                              |
| 2014                                           | Andrea Petković                            | Jana Čepelová                              | 7:5, 6:2                                   |
| 2015                                           | Angelique Kerber                           | Madison Keys                               | 6:2, 4:6, 7:5                              |
| 2016                                           | Sloane Stephens                            | Jelena Wesnina                             | 7:64, 6:2                                  |
| 2017                                           | Darja Kassatkina                           | Jeļena Ostapenko                           | 6:3, 6:1                                   |
| 2018                                           | Kiki Bertens                               | Julia Görges                               | 6:2, 6:1                                   |
| 2019                                           | Madison Keys                               | Caroline Wozniacki                         | 7:65, 6:3                                  |
| 2020                                           | aufgrund der Covid-19-Pandemie ausgefallen | aufgrund der Covid-19-Pandemie ausgefallen | aufgrund der Covid-19-Pandemie ausgefallen |
| ↓ Kategorie: 500 ↓                             |                                            |                                            |                                            |
| 2021                                           | Weronika Kudermetowa                       | Danka Kovinić                              | 6:4, 6:2                                   |
| 2022                                           | Belinda Bencic                             | Ons Jabeur                                 | 6:1, 5:7, 6:4                              |
| 2023                                           | Ons Jabeur                                 | Belinda Bencic                             | 7:66, 6:4                                  |
| 2024                                           | Danielle Collins                           | Darja Kassatkina                           | 6:2; 6:1                                   |

### Doppel
| Jahr                                           | Siegerinnen                                 | Finalgegnerinnen                            | Ergebnis                                   |
| ---------------------------------------------- | ------------------------------------------- | ------------------------------------------- | ------------------------------------------ |
| 1986                                           | Sandra Cecchini Sabrina Goleš               | Laura Gildemeister Marcela Skuherská        | 4:6, 6:0, 6:3                              |
| 1987                                           | Laura Gildemeister Tine Scheuer-Larsen      | Mercedes Paz Candy Reynolds                 | 6:4, 6:4                                   |
| von 1988 bis 2000 fand das Turnier nicht statt |                                             |                                             |                                            |
| ↓ Kategorie: Tier I ↓                          |                                             |                                             |                                            |
| 2001                                           | Lisa Raymond Rennae Stubbs                  | Virginia Ruano Pascual Paola Suárez         | 5:7, 7:65, 6:3                             |
| 2002                                           | Lisa Raymond Rennae Stubbs                  | Alexandra Fusai Caroline Vis                | 6:4, 3:6, 7:64                             |
| 2003                                           | Virginia Ruano Pascual Paola Suárez         | Janette Husárová Conchita Martínez          | 6:0, 6:3                                   |
| 2004                                           | Virginia Ruano Pascual Paola Suárez         | Martina Navratilova Lisa Raymond            | 6:4, 6:1                                   |
| 2005                                           | Conchita Martínez Virginia Ruano Pascual    | Iveta Benešová Květa Peschke                | 6:1, 6:4                                   |
| 2006                                           | Lisa Raymond Samantha Stosur                | Virginia Ruano Pascual Meghann Shaughnessy  | 3:6, 6:1, 6:1                              |
| 2007                                           | Yan Zi Zheng Jie                            | Peng Shuai Sun Tiantian                     | 7:5, 6:0                                   |
| 2008                                           | Katarina Srebotnik Ai Sugiyama              | Edina Gallovits Wolha Hawarzowa             | 6:2, 6:2                                   |
| ↓ Kategorie: Premier ↓                         |                                             |                                             |                                            |
| 2009                                           | Bethanie Mattek-Sands Nadja Petrowa         | Līga Dekmeijere Patty Schnyder              | 6:75, 6:2, [11:9]                          |
| 2010                                           | Liezel Huber Nadja Petrowa                  | Vania King Michaëlla Krajicek               | 6:3, 6:4                                   |
| 2011                                           | Sania Mirza Jelena Wesnina                  | Bethanie Mattek-Sands Meghann Shaughnessy   | 6:4, 6:4                                   |
| 2012                                           | Anastassija Pawljutschenkowa Lucie Šafářová | Anabel Medina Garrigues Jaroslawa Schwedowa | 5:7, 6:4, [10:6]                           |
| 2013                                           | Kristina Mladenovic Lucie Šafářová          | Andrea Hlaváčková Liezel Huber              | 6:3, 7:66                                  |
| 2014                                           | Anabel Medina Garrigues Jaroslawa Schwedowa | Chan Hao-ching Chan Yung-jan                | 7:64, 6:2                                  |
| 2015                                           | Martina Hingis Sania Mirza                  | Casey Dellacqua Darija Jurak                | 6:0, 6:4                                   |
| 2016                                           | Caroline Garcia Kristina Mladenovic         | Bethanie Mattek-Sands Lucie Šafářová        | 6:2, 7:5                                   |
| 2017                                           | Bethanie Mattek-Sands Lucie Šafářová        | Lucie Hradecká Kateřina Siniaková           | 6:1, 4:6, [10:7]                           |
| 2018                                           | Alla Kudrjawzewa Katarina Srebotnik         | Andreja Klepač María José Martínez Sánchez  | 6:3, 6:3                                   |
| 2019                                           | Anna-Lena Grönefeld Alicja Rosolska         | Irina Chromatschowa Weronika Kudermetowa    | 7:67, 6:2                                  |
| 2020                                           | aufgrund der Covid-19-Pandemie ausgefallen  | aufgrund der Covid-19-Pandemie ausgefallen  | aufgrund der Covid-19-Pandemie ausgefallen |
| ↓ Kategorie: 500 ↓                             |                                             |                                             |                                            |
| 2021                                           | Nicole Melichar Demi Schuurs                | Marie Bouzková Lucie Hradecká               | 6:2, 6:4                                   |
| 2022                                           | Andreja Klepač Magda Linette                | Lucie Hradecká Sania Mirza                  | 6:2, 4:6, [10:7]                           |
| 2023                                           | Danielle Collins Desirae Krawczyk           | Giuliana Olmos Ena Shibahara                | 0:6, 6:4, [14:12]                          |
| 2024                                           | A. Krueger S. Stephens                      | L. Kitschenok N. Kitschenok                 | 6:1; 3:6; [10:7]                           |